# Claude-Victor Perrin
Claude-Victor Perrin, francoski maršal, politik in plemič, * 7. december 1764, Lamarche, † 1. marec 1841, Pariz.

## Življenjepis
Leta 1781 je vstopil v vojaško službo kot navadni vojak; po desetih letih službenja je bil odpuščen iz redne službe. Kmalu zatem se je pridružil lokalnim prostovoljcem in se izkazal v bitkah na alpski meji; v manj kot letu dni je napredoval do poveljnika bataljona.
Za izkazan pogum med obleganjem Toulona leta 1793 je bil povišan v brigadnega generala; pozneje je služil v Pirenejih in Italiji, zakar je bil povišan v divizijskega generala.
Leta 1802 je za krajši čas postal guverner Louisiane, naslednje leto je postal poveljnik batavijanske vojske in za osemnajst mesecev (1805-06) je postal francoski veleposlanik na Danskem.
Ob izbruhu vojne četrte koalicije je postal načelnik štaba 5. armadnega korpusa, kateremu je poveljeval maršal Jean Lannes; ponovno se je izkazal v več bitkah, tako da je bil imenovan za poveljnika 1. korpusa in bil povišan v maršala.
Po premirju iz Tilsita je postal guverner Berlina in bil leta 1808 povzdignjen v vojvodo Belluna. Istega leta se je udeležil vojne v Španiji, kjer je ostal do leta 1812, ko je postal poveljnik korpusa, kateremu je poveljeval med Napoleonovo invazijo na Rusijo.
Februarja 1814 je prepozno prišel v Montereau-sur-Yonne, zakar ga je Napoleon razrešil poveljstva. Posledično se je pridružil bourbonistom; decembra istega leta ga je kralj Ludvik XVIII. imenoval za poveljnika 2. vojaške divizije. Leta 1815, po vrnitvi Napoleona iz Elbe, je spremljal kralja v Gent, nato pa je bil po bitki pri Watterlooju povzdignjen v plemiča. Po dokončnem Napoleonovemu porazu je bil imenovan za predsednika komisije, ki je preiskovala obnašanje častnikov med stodnevno kampanjo.
Leta 1821 je bil imenovan za vojnega ministra; na tem položaju je ostal dve leti. Leta 1830 je bil imenovan za generalmajorja kraljeve garde. Po julijski revoluciji se je dokončno upokojil.